# Magyar győzelmek vívásban
A magyar vívó sportolók sportsikerei a sportág megalakulásától kezdve meghatározóak a magyar sportvilágban. Számos olimpián, világversenyen, Európa-bajnokságon szereztek örömet a szurkolóknak és megbecsülést Magyarországnak, valamint hírnevet saját maguknak.
Magyar győzelmek vívásban az alábbi táblázatokban foglaltak szerint:

## Olimpia

### Olimpiai második helyezettek
| Olimpia             | Ezüstérmesek | Fegyvernem |
| ------------------- | --- | ---------- |
| 1908 London         | Zulavszky Béla | kard       |
| 1912 Stockholm      | Békessy Béla | kard       |
| 1924 Párizs         | Berty László, Garay János, Posta Sándor, Rády József, Schenker Zoltán, Széchy László, Tersztyánszky Ödön, Uhlyárik Jenő | kard       |
| 1928 Amszterdam     | Petschauer Attila | kard       |
| 1952 Helsinki       | Gerevich Aladár | kard       |
| 1952 Helsinki       | Elek Ilona | tőr        |
| 1956 Melbourne      | Balthazár Lajos, Berzsenyi Barnabás, Marosi József, Nagy Ambrus, Rerrich Béla, Sákovics József                          | párbajtőr  |
| 1960 Róma           | Horváth Zoltán | kard       |
| 1960 Róma           | Juhász Katalin, Kovácsné Nyári Magda, Rejtő Ildikó, Sákovicsné Dömölky Lídia, Székelyné Marvalics Gyöngyi               | tőr        |
| 1968 Mexikóváros    | Kamuti Jenő | tőr        |
| 1968 Mexikóváros    | Bóbis Ildikó, Jármyné Gulácsi Mária, Marosi Paula, Rejtő Ildikó, Sákovicsné Dömölky Lídia                               | tőr        |
| 1972 München        | Kamuti Jenő | tőr        |
| 1972 München        | Bóbis Ildikó | tőr        |
| 1972 München        | Bóbis Ildikó, Matuscsákné Rónay Ildikó, Rejtő Ildikó, Szolnoki Mária, Tordasi Ildikó                                    | tőr        |
| 1980 Moszkva        | Kolczonay Ernő | párbajtőr  |
| 1980 Moszkva        | Maros Magda | tőr        |
| 1992 Barcelona      | Abay Péter, Bujdosó Imre, Köves Csaba, Nébald György, Szabó Bence                                                       | kard       |
| 1992 Barcelona      | Hegedűs Ferenc, Kolczonay Ernő, Kovács Iván, Kulcsár Krisztián, Totola Gábor                                            | párbajtőr  |
| 1996 Atlanta        | Köves Csaba, Navarrete József, Szabó Bence                                                                              | kard       |
| 2004 Athén          | Nemcsik Zsolt | kard       |
| 2004 Athén          | Boczkó Gábor, Imre Géza, Kovács Iván, Kulcsár Krisztián                                                                 | párbajtőr  |
| 2016 Rio de Janeiro | Imre Géza | párbajtőr  |
| 2021 Tokió          | Siklósi Gergely | párbajtőr  |
| 2024 Párizs         | Andrásfi Tibor, Koch Máté, Nagy Dávid, Siklósi Gergely                                                                  | párbajtőr  |

### Olimpiai harmadik helyezettek
| Olimpia éve         | Bronzérmesek                                                                                | Fegyvernem |
| ------------------- | ------------------------------------------------------------------------------------------- | ---------- |
| 1912 Stockholm      | Mészáros Ervin                                                                              | kard       |
| 1924 Párizs         | Garay János                                                                                 | kard       |
| 1924 Párizs         | Berty László, Lichteneckert István, Posta Sándor, Schenker Zoltán, Tersztyánszky Ödön       | kard       |
| 1932 Los Angeles    | Kabos Endre                                                                                 | kard       |
| 1932 Los Angeles    | Bogen Erna                                                                                  | tőr        |
| 1936 Berlin         | Gerevich Aladár                                                                             | kard       |
| 1948 London         | Kovács Pál                                                                                  | kard       |
| 1948 London         | Maszlay Lajos                                                                               | tőr        |
| 1952 Helsinki       | Berczelly Tibor                                                                             | kard       |
| 1952 Helsinki       | Berczelly Tibor, Gerevich Aladár, Maszlay Lajos, Palócz Endre, Sákovics József, Tilli Endre | tőr        |
| 1968 Mexikóváros    | Pézsa Tibor                                                                                 | kard       |
| 1968 Mexikóváros    | Bakonyi Péter, Kalmár János, Kovács Tamás, Meszéna Miklós, Pézsa Tibor                      | kard       |
| 1968 Mexikóváros    | Rejtő Ildikó                                                                                | tőr        |
| 1976 Montréal       | Kulcsár Győző                                                                               | párbajtőr  |
| 1976 Montréal       | Bóbis Ildikó, Kovács Edit, Maros Magda, Rejtő Ildikó, Tordasi Ildikó                        | tőr        |
| 1980 Moszkva        | Gedővári Imre                                                                               | kard       |
| 1980 Moszkva        | Gedővári Imre, Gerevich Pál, Hammang Ferenc, Nébald György, Nébald Rudolf                   | kard       |
| 1980 Moszkva        | Kovács Edit, Maros Magda, Stefanek Gertrúd, Szőcs Zsuzsanna, Tordasi Ildikó                 | tőr        |
| 1988 Szöul          | Busa István, Érsek Zsolt, Gátai Róbert, Szekeres Pál, Szelei István                         | tőr        |
| 1988 Szöul          | Jánosi Zsuzsa, Kovács Edit, Stefanek Gertrúd, Szőcs Zsuzsanna, Tuschák Katalin              | tőr        |
| 1996 Atlanta        | Imre Géza                                                                                   | párbajtőr  |
| 1996 Atlanta        | Szalay Gyöngyi                                                                              | párbajtőr  |
| 2008 Peking         | Mincza-Nébald Ildikó                                                                        | párbajtőr  |
| 2016 Rio de Janeiro | Boczkó Gábor, Imre Géza, Rédli András, Somfai Péter                                         | párbajtőr  |
| 2021 Tokió          | Szilágyi Áron, Szatmári András, Decsi Tamás, Gémesi Csanád                                  | kard       |

## Világbajnokok
| VB                     | Aranyérmesek                                                                                                  | Fegyvernem |
| ---------------------- | --- | ---------- |
| 1937 Párizs            | Kovács Pál | kard       |
| 1937 Párizs            | Berczelly Tibor, Gerevich Aladár, Kovács Pál, Maszlay Lajos, Rajcsányi László, Rajczy Imre                    | kard       |
| 1937 Párizs            | Bogen Erna, Elek Ilona, Elek Margit, Horváth Katalin, Rozgonyi Györgyné, Vargha Ilona                         | tőr        |
| 1951 Stockholm         | Gerevich Aladár                                                                                               | kard       |
| 1951 Stockholm         | Berczelly Tibor, Gerevich Aladár, Kovács Pál, Palócz Endre, Pesthy Károly, Rajcsányi László                   | kard       |
| 1951 Stockholm         | Elek Ilona | tőr        |
| 1952 Koppenhága        | Elek Ilona, Elek Margit, Horváth Katalin, Nyári Magda, Zsabka Magda                                           | tőr        |
| 1953 Brüsszel          | Sákovics József                                                                                               | párbajtőr  |
| 1953 Brüsszel          | Kovács Pál | kard       |
| 1953 Brüsszel          | Berczelly Tibor, Gerevich Aladár, Kovács Pál, Papp Bertalan, Rajcsányi László                                 | kard       |
| 1953 Brüsszel          | Elek Ilona, Elek Margit, Nyári Magda, Kiss Katalin, Zsabka Magda                                              | tőr        |
| 1954 Luxembourg        | Kárpáti Rudolf                                                                                                | kard       |
| 1954 Luxembourg        | Berczelly Tibor, Gerevich Aladár, Kárpáti Rudolf, Kovács Pál, Magay Dániel, Papp Bertalan                     | kard       |
| 1954 Luxembourg        | Elek Ilona, Elek Margit, Kiss Katalin, Morvay Zsuzsa, Nyári Magda, Zsabka Magda                               | tőr        |
| 1955 Róma              | Gyuricza József                                                                                               | tőr        |
| 1955 Róma              | Gerevich Aladár                                                                                               | kard       |
| 1955 Róma              | Gerevich Aladár, Hámori Jenő, Kárpáti Rudolf, Keresztes Attila, Kovács Pál, Plócz Endre                       | kard       |
| 1955 Róma              | Dömölky Lídia, Elek Ilona, Elek Margit, Kiss Katalin, Kovácsné Nyári Magda                                    | tőr        |
| 1957 Párizs            | Fülöp Mihály                                                                                                  | tőr        |
| 1957 Párizs            | Czikovszky Ferenc, Fülöp Mihály, Gyuricza József, Kamuti Jenő, Tilli Endre                                    | tőr        |
| 1957 Párizs            | Gerevich Aladár, Horváth Zoltán, Kárpáti Rudolf, Kovács Pál, Mendelényi Tamás, Szerencsés József              | kard       |
| 1958 Philadelphia      | Gerevich Aladár, Horváth Zoltán, Kárpáti Rudolf, Kovács Pál, Mendelényi Tamás                                 | kard       |
| 1959 Budapest          | Kárpáti Rudolf                                                                                                | kard       |
| 1959 Budapest          | Bárány Árpád, Gábor Tamás, Kausz István, Sákovics József                                                      | párbajtőr  |
| 1959 Budapest          | Dömölky Lídia, Juhász Katalin, Kovácsné Nyári Magda, Morvay Zsuzsa, Rejtő Ildikó, Székelyné Marvalits Györgyi | tőr        |
| 1962 Buenos Aires      | Kausz István                                                                                                  | párbajtőr  |
| 1962 Buenos Aires      | Horváth Zoltán                                                                                                | kard       |
| 1962 Buenos Aires      | Gulácsy Márta, Juhász Katalin, Kovácsné Nyári Magda, Marosi Paula, Rejtő Ildikó                               | tőr        |
| 1963 Gdańsk            | Rejtő Ildikó                                                                                                  | tőr        |
| 1965 Párizs            | Nemere Zoltán                                                                                                 | párbajtőr  |
| 1966 Moszkva           | Bakonyi Péter, Horváth Zoltán, Kovács Attila, Meszéna Miklós, Pézsa Tibor                                     | kard       |
| 1967 Montréal          | Bóbis Ildikó, Gulácsy Mária-Juhász Ildikó, Rejtő Ildikó, Sákovicsné Dömölky Lídia                             | tőr        |
| 1970 Ankara            | Pézsa Tibor                                                                                                   | kard       |
| 1970 Ankara            | Erdős Sándor, Fenyvesi Csaba, Kulcsár Győző, Nemere Zoltán, Schmitt Pál                                       | párbajtőr  |
| 1971 Bécs              | Erdős Sándor, Fenyvesi Csaba, Kulcsár Győző, Nemere Zoltán, Schmitt Pál                                       | párbajtőr  |
| 1973 Göteborg          | Gerevich Pál, Hammang Ferenc, Kovács Attila, Kovács Tamás, Marót Péter                                        | kard       |
| 1973 Göteborg          | Bóbis Ildikó, Maros Magda, Rejtő Ildikó, Szolnoki Mária, Tordasi Ildikó                                       | tőr        |
| 1974 Grenoble          | Bóbis Ildikó                                                                                                  | tőr        |
| 1977 Buenos Aires      | Gerevich Pál                                                                                                  | kard       |
| 1977 Buenos Aires      | Fenyvesi Csaba, Kolczonay Ernő, Kulcsár Győző, Osztrics István, Pap Jenő                                      | párbajtőr  |
| 1977 Buenos Aires      | Gedővári Imre, Gerevich Pál, Hammang Ferenc, Nagyházi Zoltán, Nébald György                                   | kard       |
| 1978 Hamburg           | férfi csapat                                                                                                  | párbajtőr  |
| 1981 Clermont-Ferrand  | Székely Zoltán                                                                                                | párbajtőr  |
| 1981 Clermont-Ferrand  | Gedővári Imre, Gerevich Pál, Nébald Rudolf, Nagyházi Zoltán, Nébald György                                    | kard       |
| 1982 Róma              | Pap Jenő | párbajtőr  |
| 1982 Róma              | Bujdosó Imre, Gedővári Imre, Gerevich Pál, Nagyegyházi Zoltán, Nébald György                                  | kard       |
| 1985 Barcelona         | Nébald György                                                                                                 | kard       |
| 1987 Lausanne          | Jánosi Zsuzsa, Kovács Edit, Stefanek Gertrúd, Szőcs Zsuzsa, Tuschák Katalin                                   | tőr        |
| 1989 Denver            | női csapat | párbajtőr  |
| 1990 Lyon              | Nébald György                                                                                                 | kard       |
| 1991 Budapest          | női csapat | párbajtőr  |
| 1991 Budapest          | Horváth Mariann                                                                                               | párbajtőr  |
| 1992 Havanna           | női csapat | párbajtőr  |
| 1992 Havanna           | Horváth Mariann                                                                                               | párbajtőr  |
| 1993 Essen             | női csapat | párbajtőr  |
| 1995 La Haye           | női csapat | párbajtőr  |
| 1997 Le Cap            | női csapat | párbajtőr  |
| 1998 La Chaux-de-Fonds | férfi csapat                                                                                                  | párbajtőr  |
| 1999 Szöul             | női csapat | párbajtőr  |
| 2001 Nîmes             | férfi csapat                                                                                                  | párbajtőr  |
| 2002 Lisszabon         | női csapat | párbajtőr  |
| 2006 Torino            | Nagy Tímea | párbajtőr  |
| 2007 Szentpétervár     | dr. Kulcsár Krisztián                                                                                         | párbajtőr  |
| 2007 Szentpétervár     | Decsi Tamás, Lontay Balázs, Nemcsik Zsolt, Szilágyi Áron                                                      | kard       |
| 2015 Moszkva           | Imre Géza | párbajtőr  |
| 2017 Lipcse            | Szatmári András                                                                                               | kard       |
| 2019 Budapest          | Siklósi Gergely                                                                                               | párbajtőr  |

## Európa-bajnokok
| EB                      | Aranyérmesek                                                                                 | Fegyvernem |
| ----------------------- | -------------------------------------------------------------------------------------------- | ---------- |
| 1925 Oostende           | Garay János                                                                                  | kard       |
| 1926 Budapest           | Gombos Sándor                                                                                | kard       |
| 1927 Vichy              | Gombos Sándor                                                                                | kard       |
| 1929 Nápoly             | Glykais Gyula                                                                                | kard       |
| 1930 Liège              | Piller György                                                                                | kard       |
| 1930 Liège              | Glykais Gyula, Gombos Sándor, Petschauer Attila, Piller György, Rády József                  | kard       |
| 1931 Bécs               | Piller György                                                                                | kard       |
| 1931 Bécs               | Gerevich Aladár, Glykais Gyula, Gombos Sándor, Kabos Endre, Petschauer Attila, Piller György | kard       |
| 1933 Budapest           | Kabos Endre                                                                                  | kard       |
| 1933 Budapest           | Gerevich Aladár, Kabos Endre, Kovács Pál, Maszlay Lajos,, Piller György Zirczy Antal         | kard       |
| 1933 Budapest           | Bogen Erna, Danÿ Margit, Elek Ilona, Elek Margit                                             | tőr        |
| 1934 Varsó              | Dunay Pál                                                                                    | párbajtőr  |
| 1934 Varsó              | Kabos Endre                                                                                  | kard       |
| 1934 Varsó              | Erdélyi Jenő, Gerevich Aladár, Kabos Endre, Piller György, Rajcsányi László, Rajczy Imre     | kard       |
| 1934 Varsó              | Elek Ilona                                                                                   | tőr        |
| 1934 Varsó              | Bogen Erna, Danÿ Margit, Elek Ilona, Elek Margit, Horváth Katalin, Vargha Ilona              | tőr        |
| 1935 Lausanne           | Gerevich Aladár                                                                              | kard       |
| 1935 Lausanne           | Elek Ilona                                                                                   | tőr        |
| 1935 Lausanne           | Berzelly Tibor, Gerevich Aladár, Kabos Endre, Maszlay Lajos, Rajcsányi László, Rajczy Imre   | kard       |
| 1935 Lausanne           | Rogen Erna, Elek Ilona, Elek Margit, Rozgonyi Györgyné Vargha Ilona                          | tőr        |
| 1981 Foggia             | Gedővári Imre                                                                                | kard       |
| 1991 Bécs               | Busa István                                                                                  | tőr        |
| 1991 Bécs               | Kovács Iván                                                                                  | párbajtőr  |
| 1991 Bécs               | Szabó Bence                                                                                  | kard       |
| 1991 Bécs               | Jánosi Zsuzsa                                                                                | tőr        |
| 1991 Bécs               | Horváth Mariann                                                                              | párbajtőr  |
| 1991 Bécs               | Busa István, Érsek Zsolt, Kun Csaba, Németh Zsolt                                            | tőr        |
| 1991 Bécs               | Abay Péter, Bujdosó Imre, Nébald György, Szabó Bence                                         | kard       |
| 1991 Bécs               | Jánosi Zsuzsa, Mincza Ildikó, Pusztai Ildikó, Stefanek Gertrúd                               | tőr        |
| 1991 Bécs               | Horváth Mariann, Szalay Gyöngyi, Szőcs Zsuzsa, Várkonyi Marina                               | párbajtőr  |
| 1992 Lisszabon          | Várkonyi Marina                                                                              | párbajtőr  |
| 1995 Keszthely          | Nagy Timea                                                                                   | párbajtőr  |
| 1997 Gdańsk             | Boczkó Gábor                                                                                 | párbajtőr  |
| 1997 Gdańsk             | Mincza Ildikó                                                                                | párbajtőr  |
| 1998 Plovdiv            | Fekete Attila, Imre Géza, Kovács Iván, Kulcsár Krisztián                                     | párbajtőr  |
| 2001 Koblenz            | Mincza Ildikó                                                                                | párbajtőr  |
| 2001 Koblenz            | Hormay Adrien, Király Hajnalka, Mincza Ildikó, Tóth Hajnalka                                 | párbajtőr  |
| 2002 Moszkva            | Boczkó Gábor                                                                                 | párbajtőr  |
| 2002 Moszkva            | Hormay Adrien, Király Hajnalka, Mincza Ildikó, Tóth Hajnalka                                 | párbajtőr  |
| 2003 Bourges            | Boczkó Gábor                                                                                 | párbajtőr  |
| 2003 Bourges            | Varga Gabriella                                                                              | tőr        |
| 2006 Törökország        | Kovács Iván                                                                                  | párbajtőr  |
| 2006 Törökország        | Boczkó Gábor, Imre Géza, Fekete Attila, Kovács Iván                                          | párbajtőr  |
| 2007 Gent               | Boczkó Gábor, Imre Géza, Kovács Iván, dr. Kulcsár Krisztián                                  | párbajtőr  |
| 2007 Gent               | Knapek Edina, Mohamed Aida, Ujlaki Virginie, Varga Gabriella                                 | tőr        |
| 2008 Kijev              | Imre Géza                                                                                    | párbajtőr  |
| 2008 Kijev              | Hormay Adrien                                                                                | párbajtőr  |
| 2018 Újvidék (Novi Sad) | Decsi Tamás, Gémesi Csanád, Szatmári András, Szilágyi Áron                                   | kard       |